# 夜空 (鈴木みのりの曲)
「夜空」（よぞら）は、鈴木みのりの4枚目のシングル。2020年2月12日に、フライングドッグより発売された。

## 概要
表題曲「夜空」はテレビアニメ『恋する小惑星』のエンディングテーマとして、これまでの楽曲より作品に寄り添うことを目指して制作された。作曲・編曲はh-wonderが担当し、2018年のセカンドシングル「Crosswalk」以来のバラード調に仕上げた。1コーラス目は音数を少なめにしてまだ一人だったころの「みら」を表現し、2コーラス目ではアレンジを変え、周りに「あお」や地学部の仲間がいる雰囲気を出している。
鈴木は学生時代に単独競技である陸上部に所属しており、『恋する小惑星』の作中の地学部員のようにチームワークでことに取り組んだり夢を共有するという経験が乏しかった。登場人物たちの気持ちを自分に当てはめて歌えるか悩み、レコーディングを止める場面もあったが、作中の「みら」と「あお」の関係を、ファンと自身との関係に置き換えて考えることで悩みや迷いを乗り越え、納得のいくまで歌い直すことができた。
『恋する小惑星』では本編の最後にエンディング曲「夜空」のイントロが重なるように流れる。まんがタイムきらら系列誌を原作とするテレビアニメではこれまでキャラクターや出演声優が主題歌を歌唱することが多く、本編に直接かかわっていない鈴木が歌うことによる視聴者の反応を本人は心配していたが、好評を持って受け入れられた。
カップリング曲の「まぼろし」は、鈴木の希望で出羽良彰に作曲を依頼。仮歌の段階で出羽がシンガーソングライターの饗庭純に作詞を依頼しており、この詞が採用された。美しく悲しい歌詞と凄みのあるボーカルで、これまでの鈴木の楽曲にはない作風を目指した。もう1曲のカップリング曲「いっせーのーでっ!」は、先に鈴木が1コーラス分の詞を作り、ROUND TABLEの北川勝利に作曲を依頼して、それを元に調整しながら詞を書き足す方法が採られた。アップテンポでコミカルな楽曲で、自身がステージに立って声援を受ける立場であると同時に推しを応援するオタクでもあることから、双方の立場からの言葉を混ぜたテーマで作られた。ライブでも盛り上がるよう、北川によりコールも盛り込まれている。
販売形態は通常盤（VTCL-35311）・初回限定盤A（VTCL-35312）・初回限定盤B（VTZL-166）の3種。初回限定盤Aには表題曲のMV・メイキング映像を収録したBlu-ray、初回限定盤Bには2019年10月1日に山野ホールで開催された「みのりんご収穫祭2019」のライブ音源を収録したCDが同梱されている。
オリコンチャート週間ランキングの最高位は19位（2020年2月24日付）であった。

## 収録内容
| #         | タイトル                            | 作詞       | 作曲      | 編曲                   | 時間  |
| --------- | ----------------------------------- | ---------- | --------- | ---------------------- | ----- |
| 1.        | 「夜空」                            | 中村砂羽   | h-wonder  | h-wonder               | 4:37  |
| 2.        | 「まぼろし」                        | 饗庭純     | 出羽良彰  | 出羽良彰               | 5:43  |
| 3.        | 「いっせーのーでっ!」               | 鈴木みのり | 北川勝利  | acane_madder・北川勝利 | 4:34  |
| 4.        | 「夜空」(Instrumental)              |            | h-wonder  | h-wonder               | 4:37  |
| 5.        | 「まぼろし」(Instrumental)          |            | 出羽良彰  | 出羽良彰               | 5:43  |
| 6.        | 「いっせーのーでっ!」(Instrumental) |            | 北川勝利  | acane_madder・北川勝利 | 4:29  |
| 合計時間: | 合計時間:                           | 合計時間:  | 合計時間: | 合計時間:              | 29:43 |

| #  | タイトル                 | 作詞 | 作曲・編曲 |
| -- | ------------------------ | ---- | ---------- |
| 1. | 「夜空」(Music Video)    |      |            |
| 2. | 「夜空」(メイキング映像) |      |            |

| #         | タイトル               | 作詞  | 作曲・編曲 | 時間 |
| --------- | ---------------------- | ----- | ---------- | ---- |
| 1.        | 「おセンチなメンタル」 |       |            | 4:38 |
| 2.        | 「こいもよう」         |       |            | 3:49 |
| 3.        | 「astro traveler」     |       |            | 4:44 |
| 4.        | 「ダメハダメ」         |       |            | 4:56 |
| 合計時間: | 合計時間:              | 18:07 |            |      |